# Annett Böhm
Annett Böhm (Meerane, Saxònia, Alemanya, 8 de gener de 1980) és una judoca alemanya.
Va participar en els Jocs Olímpics d'Estiu de 2004 a Atenes, aconseguint una medalla de bronze en la categoria de menys de 70 kg. L'any anterior havia guanyat també una medalla de bronze als Campionats del Món de judo de 2003.

## Palmarès internacional
| Jocs Olímpics     | Jocs Olímpics  | Jocs Olímpics | Jocs Olímpics |
| Any               | Lloc           | Medalla       | Categoria     |
| ----------------- | -------------- | ------------- | ------------- |
| 2004              | Atenes, Grècia | 3             | –70 kg        |
| Campionat del Món |                |               |               |
| Any               | Lloc           | Medalla       | Categoria     |
| 2003              | Osaka, Japó    | 3             | –70 kg        |